# Свиридовские озёра
Свиридовские озёра — охраняемый ландшафт, особо охраняемая природная территория, созданная с целью сохранения уникального природного комплекса — системы озёр, имеющих важное средообразующее значение, являющихся местом обитания малочисленных, редких и исчезающих видов животных, занесенных в Красную книгу Волгоградской области. ООПТ расположена с северо-западной и юго-восточной сторон хутора Свиридовский (Волгоградская область, Суровикинский район, Ближнеосиновское сельское поселение).

## Описание
ООПТ учреждена постановлением Главы Администрации Волгоградской области от 09.11.2009 № 1355 "Об образовании охраняемого ландшафта регионального значения «Свиридовские озёра» в границах Суровикинского муниципального района Волгоградской области. Физико-географический регион: Долина Дона и его крупных притоков. Интрозональная природная зона. Площадь ООПТ — 90 га.: первый участок — 72 га, второй участок- 18 га. Климат засушливый. Абсолютная минимальная: −37,0 С°. Абсолютная максимальная: 42,0 С°. Среднемесечная температура: июль 23 С°, январь −9,0 С°.
Почвы пойменные дерновые темноцветные и пойменные слоистые пойменной террасы, лугово- и луговато-каштановые надпойменной террасы. Встречаются солончаковатые разности. Почвообразующие породы — аллювиальные отложения разного гранулометрического состава, преимущественно песчаные. Коренные породы — среднечетвертичные аллювиальные пески, супеси и суглинки, перекрытые лёссовыми породами.
Гидрологическая сеть представлена рекой Чир и системой Свиридовских озёр. По берегам озёр произрастает древесно-кустарниковая растительность, представленная ивой белой или ветлой (возраст — 50-55 лет), осиной (возраст — 50-55 лет), лохом узколистным и другими видами. Берега озёр покрыты зарослями тростника и рогоза, встречаются осоки, ситник и другие виды околоводной растительности.
Пойменные луга занимают 30 га — 33 % территории ООПТ.
Высокая плотность гнездования цаплевых (4 вида), утиных (9 видов), пастушковых (не менее 5 видов). Место массового гнездования лебедей и куликов. Часто встречаются такие млекопитающие, как ондатра и норка.
Птицы, занесенные в Красные книги Российской Федерации и Волгоградской области:
- Малая крачка (Sterna albifrons),
- Жёлтая цапля (Ardeola ralloides),
- Кулик-сорока (Haematopus ostralegus),
- Скопа (Pandion haliaetus),
- Белоглазая чернеть (Aythya nyroca),
- Большой кроншнеп (Numenius arquata)